# Neobisium rathkii
Neobisium rathkii es una especie extinta
de arácnido del orden Pseudoscorpionida de la familia Neobisiidae.

## Distribución geográfica
Se encontraba en el Ámbar báltico.